# ヴィーチェスラヴァ・カプラーロヴァー

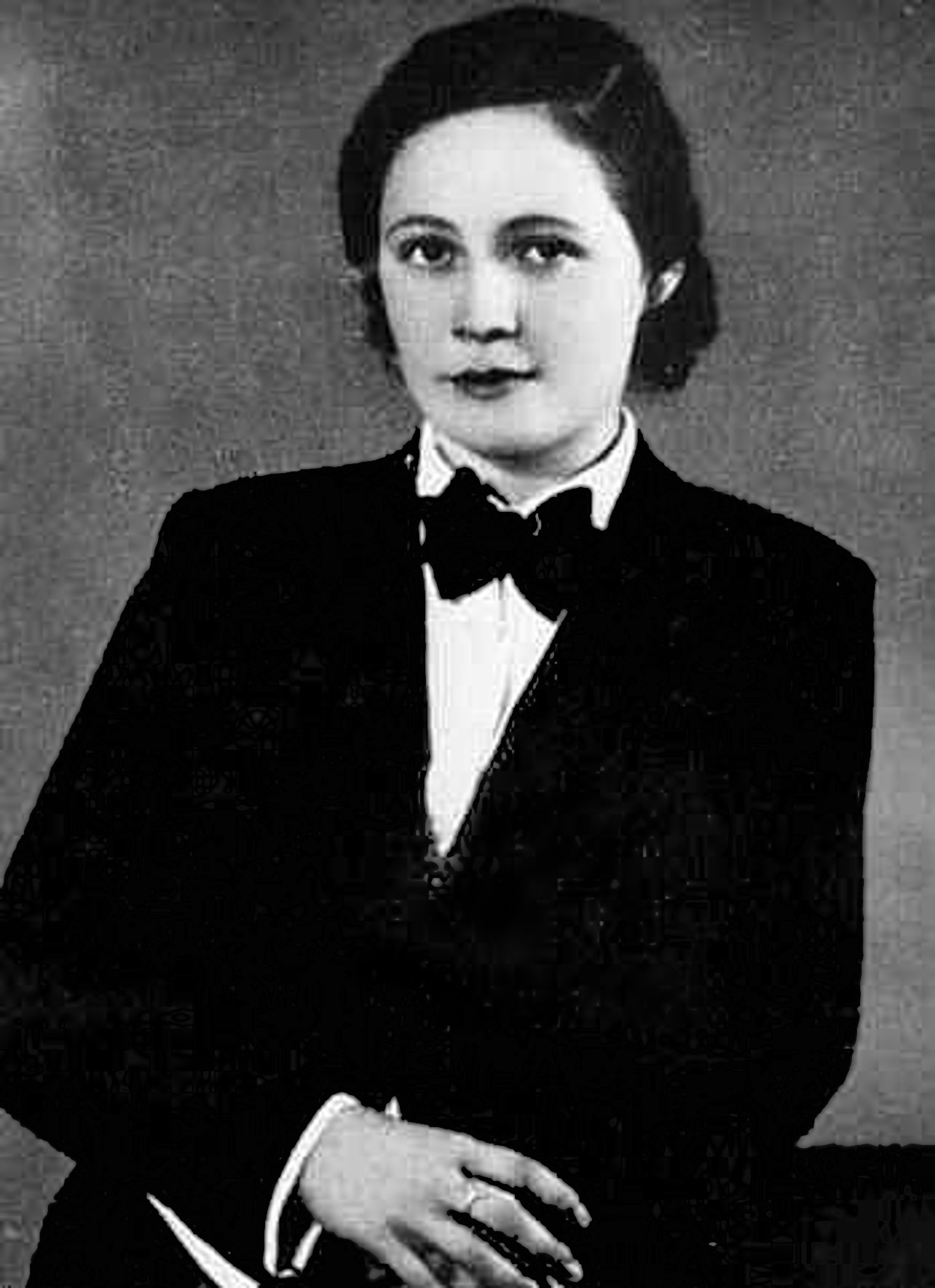
ヴィーチェスラヴァ・カプラーロヴァー（1935年）

ヴィーチェスラヴァ・カプラーロヴァー（Vítězslava Kaprálová, 1915年1月24日 ブルノ - 1940年6月16日 モンペリエ）は、チェコの作曲家、指揮者。

## 生涯
1915年、現在のチェコ共和国ブルノ（当時はオーストリア＝ハンガリー帝国領）の音楽一家に生まれる。父ヴァーツラフ・カプラールは音楽学校の校長で作曲家、母ヴィーチェスラヴァは歌の教師であった。幼い頃より音楽の才能を発揮し、9歳の時に《神話の王国にて》（V říši bájí）を作曲する。 
1930年、ブルノ音楽院でヴィレーム・ペトルジェルカに作曲を、ズデニェック・ハラバラに指揮を学び、1935年6月自身の作品《ピアノ協奏曲ニ短調》（Klavírní koncert d moll）を指揮して卒業する。引き続きプラハ音楽院でヴィーチェスラフ・ノヴァークとヴァーツラフ・ターリヒに師事し、1937年に奨学金を得てパリのエコールノルマル音楽院でシャルル・ミュンシュとナディア・ブーランジェのクラスに入る。同時に作曲を個人的にボフスラフ・マルティヌーに師事する。同年、プラハにてチェコ・フィルハーモニー管弦楽団により、彼女の代表作《軍隊シンフォニエッタ》（Vojenská symfonieta）が自身の指揮で演奏された。同曲は翌1938年に、ロンドンで開催された国際現代音楽協会 (ISCM) のフェスティバルのオープニングでBBCオーケストラによって演奏されている。
1939年1月に数ヶ月の帰省を経てパリに戻る。以降カプラーロヴァーが故郷に帰ることはなかった。その後、アルフォンス・ミュシャの息子で小説家、ジャーナリスト、脚本家のイジー・ミュシャに出会い、1940年4月23日に結婚する。当時パリはドイツ軍に占領されていたため、2人は共に南フランスのモンペリエに疎開するが、カプラーロヴァーは粟粒結核のため、1940年6月16日に25歳で死去した。
短命ではあったが、カプラーロヴァーは多くの作品（ピアノ曲、室内楽、管弦楽曲、声楽曲）を後世に残した。その評価は高く、多くの作品が生前に出版されており、1938年にスメタナ賞、1939年にはスヴァトボル賞を受賞している。カプラーロヴァーは今日でも最も多く演奏されるチェコ人女性作曲家の一人であり、ブルノのクラーロヴォ・ポーレには彼女の名前を冠した芸術初等学校があり、2001年にはその名を冠した弦楽四重奏団も結成された。1998年よりカナダのトロントにカプラーロヴァー協会が設立されている。